# Fire Punch
Fire Punch (Nhật: ファイアパンチ Hepburn: Faia Panchi) là một bộ manga Nhật Bản do Fujimoto Tatsuki sáng tác và minh hoạ. Manga được đăng dài kỳ trên tạp chí trực tuyến Shōnen Jump+ của Shueisha từ tháng 4 năm 2016 đến tháng 1 năm 2018, và các chương của nó được tổng hợp thành tám cuốn tankōbon. Ở Bắc Mỹ, Viz Media đã được cấp phép phát hành manga bằng tiếng Anh.

## Nội dung
Fire Punch diễn ra trên một Trái Đất đã trở nên đóng băng và cằn cỗi, được cho là dưới bàn tay của một người được gọi là Phù thủy Băng giá. Phù thủy là một trong số ít người sở hữu khả năng đặc biệt được gọi là "phước lành". Nhân vật chính Agni là một cậu bé có phước lành tái sinh, cùng với em gái Luna. Họ giúp đỡ các trưởng lão trong làng sinh sống bằng thịt cánh tay bị cắt đứt của Agni. Một ngày nọ, ngôi làng của họ được viếng thăm bởi một người có phước lành tên là Doma, người đề nghị đưa Agni đến thành phố Behemdorg của anh ta. Doma, chán ghét việc thực hành ăn thịt đồng loại của họ, đã thiêu sống cư dân bằng ngọn lửa không thể dập tắt của mình. Luna, người có khả năng tái sinh chậm hơn, bị khuất phục, nhưng không phải trước khi cầu xin Agni "sống".
Liên tục bốc cháy, cơ thể của Agni bị phá vỡ và tái sinh, khiến anh đau khổ. Trong tám năm, anh đã kiểm soát lại được cơ thể của mình và thề sẽ trả thù Doma. Agni tình cờ bắt gặp một đoàn nô lệ đến Behemdorg và giết chết những người lính. Một cậu bé tên Sun nghĩ rằng Agni là một vị thần và đi theo anh. Sau đó, nhiều binh lính khác tìm thấy Agni, và một trong số họ, Judah, một người có phước lành và có vẻ ngoài giống như Luna, chặt đầu ạnh. Họ đưa anh đến Behemdorg, và Sun bị trói và bị bắt tạo ra điện cho thành phố. Doma ăn năn xin Agni tha thứ, nhưng không cho phép Agni giết anh.
Judah quyết định tìm cách giết Agni dường như bất tử bằng cách ném cái đầu bị cắt rời của anh xuống biển, và cô bắt một chuyến tàu đến đó. Ngoài ra trên chuyến tàu còn có Togata, một người đam mê diện ảnh có phước lành tái sinh đã chú ý đến Agni, nhằm biến anh thành chủ đề của một bộ phim với tư cách là đạo diễn. Togata giết tất cả những người lính Behemdorg trên tàu, cứu một cô gái tên là Neneto khỏi bị cưỡng hiếp và biến cô trở thành nữ quay phim. Agni đồng ý để Togata quay phim sự trả thù Doma của anh để đổi lấy sự huấn luyện.
Tại Behemdorg, Agni quyết định giải phóng các nô lệ. Trong khi đang chiến đấu với các phước lành của Behemdorg, ngọn lửa của Agni thiêu rụi thành phố và giết chết cư dân. Agni đánh bại những người có phước lành và các nô lệ được vận chuyển bởi một đồng minh. Judah, người không còn cần phải duy trì vẻ ngoài của sự mặc khải thiên thượng, tự thiêu mình bằng ngọn lửa của Agni, nhưng bị chặn lại khi Phù thủy Băng giá chặt đầu cô.

## Xuất bản
Fire Punch, được sáng tác và minh họa bởi Fujimoto Tatsuki, đã được xuất bản trên tạp chí trực tuyến Shōnen Jump+ của Shueisha từ ngày 18 tháng 4 năm 2016, đến ngày 1 tháng 1 năm 2018. Shueisha đã gộp các chương truyện thành tám cuốn tankōbon, phát hành từ ngày 4 tháng 7 năm 2016 đến ngày 2 tháng 2 năm 2018.
Tại Bắc Mỹ, Viz Media đã thông báo rằng họ đã được cấp phép để phát hành bộ truyện tranh bằng tiếng Anh vào tháng 1 năm 2018. Tám cuốn đã được xuất bản dưới nhà xuất bản VIZ Signature từ ngày 16 tháng 1 năm 2018 đến 15 tháng 10 năm 2019.

### Danh sách tập truyện
| # | Phát hành ja     | Phát hành ja      | Phát hành tiếng Anh | Phát hành tiếng Anh |
| # | Ngày phát hành   | ISBN              | Ngày phát hành      | ISBN                |
| - | ---------------- | ----------------- | ------------------- | ------------------- |
| 1 | 4 tháng 7, 2016  | 978-4-08-880731-7 | 16 tháng 1, 2018    | 978-1-4215-9717-1   |
| 2 | 4 tháng 10, 2016 | 978-4-08-880797-3 | 17 tháng 4, 2018    | 978-1-4215-9718-8   |
| 3 | 2 tháng 10, 2016 | 978-4-08-880873-4 | 17 tháng 7, 2018    | 978-1-4215-9719-5   |
| 4 | 3 tháng 3, 2017  | 978-4-08-881014-0 | 16 tháng 10, 2018   | 978-1-4215-9808-6   |
| 5 | 2 tháng 6, 2017  | 978-4-08-881061-4 | 15 tháng 1, 2019    | 978-1-4215-9944-1   |
| 6 | 4 tháng 8, 2017  | 978-4-08-881147-5 | 16 tháng 4, 2019    | 978-1-9747-0039-4   |
| 7 | 2 tháng 11, 2017 | 978-4-08-881170-3 | 16 tháng 7, 2019    | 978-1-9747-0451-4   |
| 8 | 2 tháng 2, 2018  | 978-4-08-881327-1 | 15 tháng 10, 2019   | 978-1-9747-0452-1   |

## Tiếp nhận
Vào năm 2017, Fire Punch được đề cử cho giải Manga Taishō lần thứ 10. Bộ truyện xếp thứ 15 trong cuộc bình chọn "Truyện tranh được đề xuất bởi nhân viên hiệu sách toàn quốc năm 2017" của cửa hàng sách trực tuyến Honya Club. Phiên bản năm 2017 của sách hướng dẫn Kono Manga ga Sugoi! của Takarajimasha đã liệt kê bộ truyện ở vị trí thứ 3 trong danh sách manga dành cho độc giả nam.